# Bulbul du Cap
Pycnonotus capensis
Espèce
Statut de conservation UICN

 LC  : Préoccupation mineure
Le Bulbul du Cap (Pycnonotus capensis) est une espèce de passereau de la famille des Pycnonotidae.

## Description
Le Bulbul du Cap mesure 19 à 21 cm de long, Il est de couleur brun foncé terne avec un tour de l'œil blanc, et les plumes sous-caudales jaunes. La tête a une petite crête. Le bec, court et droit, les pattes sont noirs et l'iris est brun foncé. Les deux sexes sont semblables en plumage.
Cette espèce est beaucoup plus sombre que les autres bulbuls sud-africains et en diffère par le tour des yeux et bas-ventre beige tandis que les autres bulbuls ont un bas ventre presque blanc. Le bas ventre foncé permet aussi d'identifier les juvéniles, qui n'ont pas le tour de l’œil des adultes.

## Répartition
Il est endémique à la région côtière méridionale de l'Afrique du Sud.

## Habitat
Cet oiseau peuple les zones de brousses côtières, les bois, les jardins et les fynbos.

## Nidification
Cette espèce niche principalement au printemps, de septembre à novembre dans l'hémisphère sud. Le nid, en forme de coupe, est caché dans le feuillage d'un arbuste.

## Comportement
Le Bulbul du Cap est un oiseau commun et visible, qui tend à se percher au sommet d'un buisson. Il est actif et bruyant, le plus souvent vu en couples ou en petits groupes à la recherche de nourriture: fruits, nectar et insectes.
Son appel le plus typique est un sifflet enchainé de deux ou plusieurs notes variées pit-peet-pitmajol, Piet-piet-patata.
Son nid est parasité par le Coucou jacobin.